# Kay Panabaker
Stephanie Kay Panabaker (* 2. května 1990 Orange, Texas, USA) je americká herečka a zooložka. Má starší sestru Danielle, která je také herečka.

## Životopis
Kay Panabakerová se narodil v Orange Country v Texasu. Je dcerou Donny a Harolda Panabaker. Následovala svojí sestru Danielle a začala se věnovat herectví. Navštěvovala Crone Middle School. Ve 13 letech odmaturovala na střední škole. Obdržela dvě studijní stipendia od Glendale Community College, kterou navštěvovala a kde studovala herectví. Byla přijata na Kalifornskou univerzitu v Los Angeles, kde získala titul z historie před 18. narozeninami.

## Kariéra
Kay se objevila v několika televizních dramatech a telenovelách. Objevila se jako Alice Brand v Sedmém nebi; Melissa Rue v Pohotovosti; Sara v Port Charles; Carrie Bauer v The Brothers Garcia; Elisha v Medium; Lindsay Willow v Kriminálce Las Vegas.
Svůj hlas propůjčila pro Disney/Pixar film Příšerky s.r.o.. Nejvíce se proslavila rolí Nikky Westerly v seriálu stanice The WB Kalifornské léto, který běžel v sezoně 2004–2005. Objevila se jako George ve filmy Nancy Drew: Záhada v Hollywoodu (2007), po boku Emmy Roberts a Amy Bruckner.
Hostující roli získala v seriálu Phil of the Futre. Jako Emily Watson se objevila ve seriálu Life is Ruff. V roce 2006 získala roli Jamie ve filmu Disney Channel Čti a plač, ve kterém si také zahrála její sestra. V tom samém roce se objevila na úplně první hrách Disney Channel, kde soutěžila po boku Zaca Efrona, Anneliese van der Pol, Moises Aria, Dylana Sprouse a Shin Koyamady. V září 2007 měl premiéru film stanice Lifetime Právo být otcem. Objevila se v remaku filmu Fame – cesta za slávou, který měl premiéru 25. září 2009.
Mezi lety 2010–2011 se objevovala v seriálu No Ordinary Family, který byl po první sérii zrušen. V roce 2011 si zahrála hlavní roli ve filmu ABC Cyberbully.

## Filmografie

### Film
| Rok  | Název                                           | Role                |
| ---- | ----------------------------------------------- | ------------------- |
| 2001 | Příšerky s.r.o.                                 | hlas                |
| 2002 | Smrtící žár                                     | Sam                 |
| 2007 | Moondance Alexander                             | Moondance Alexander |
| 2007 | Nancy Drew: Záhada v Hollywoodu                 | George Fayne        |
| 2007 | A Modern Twain Story: The Prince and the Pauper | Elizabeth           |
| 2009 | Fame - cesta za slávou                          | Jenny Garrison      |
| 2010 | The Lake Effect                                 | Celia               |
| 2012 | Čivava z Beverly Hills 3                        | Rose (hlas)         |
| 2012 | Ptáčata                                         | Allison             |

### Televize
| Rok     | Název                                     | Role                      | Poznámka                                                            |
| ------- | ----------------------------------------- | ------------------------- | ------------------------------------------------------------------- |
| 2002    | Port Charles                              | Sara                      | 1 epizoda                                                           |
| 2002    | Pohotovost                                | Melissa Rue               | Epizoda "The Letter"                                                |
| 2002    | Sedmé nebe                                | Alice Brand               | Epizora "Regarding Eric"                                            |
| 2002    | Angel                                     | Dívka                     | Epizoda "Forgiving"                                                 |
| 2003    | Angel                                     | Dívka                     | Epizoda "Habeas Corpses"                                            |
| 2003    | Strážkyně zákona                          | Susie Jenkins             | Epizoda "Cold Comfort"                                              |
| 2003    | The Brothers Garcia                       | Carrie Bauer              | Epizoda "Moving On Up"                                              |
| 2004-05 | Kalifornské léto                          | Nikky Westerly            | Hlavní role                                                         |
| 2004-05 | Phil of the Future                        | Debbie Berwick            | Vedlejší role, 13 epizod                                            |
| 2005    | Šestnáctiletá matka                       | malá Macy (nekreditované) | TV film                                                             |
| 2005    | Medium                                    | Elisha                    | Epizoda "Penny for your Thoughts"                                   |
| 2005    | Life is Ruff                              | Emily Watson              | TV film                                                             |
| 2006    | Americký Drak: Jake Long                  | Lacey (hlas)              | Epizoda "Bring It On"                                               |
| 2006    | Čti a plač                                | Jamie Bartlett            | TV film                                                             |
| 2006-11 | Kriminálka Las Vegas                      | Lindsey Willows           | 6 epizod                                                            |
| 2007    | The Winner                                | Vivica                    | Epizoda "Single Dates"                                              |
| 2007    | Dva a půl chlapa                          | Sophia                    | Epizoda "Tucked, Taped and Georgeous"                               |
| 2007    | Sladký život Zacka a Codyho               | Amber                     | Epizoda "First Day of High school"                                  |
| 2007    | Právo být otcem                           | Amanda Gordon             | TV film                                                             |
| 2007    | Tráva                                     | Amelia                    | Epizoda "He Taught Me How to Drive By"                              |
| 2007    | Kauzy z Bostonu                           | Abby Holt                 | Epizoda "The Chicken and the Leg"                                   |
| 2007    | Posel ztracených duší                     | Marlo Sinclair            | Epizoda "Bad Blood"                                                 |
| 2008    | Chirurgové                                | Emma Anderson             | Epizoda "All by Myself"                                             |
| 2009    | A Marriage                                | Maddy Gabriel             | TV film                                                             |
| 2010    | Brothers & Sisters                        | malá Kitty Walker         | Epizoda "Time After Time: Part 1" Epizoda "Time After Time: Part 2" |
| 2010    | Secrets in the Walls                      | Lizzie                    | TV film                                                             |
| 2010-11 | No Ordinary Family                        | Daphne Nicole Powell      | Hlavní role                                                         |
| 2011    | Cyberbully                                | Samantha Caldone          | TV film                                                             |
| 2011    | Zákon a pořádek: Útvar pro zvláštní oběti | Vicki Harris              | Epizoda "Spiraling Down"                                            |